# Dryopteris carthusiana
Dryopteris carthusiana (Vill.) H.P. Fuchs è una specie di felce nativa delle foreste umide del regno olartico. Nel Regno Unito è nota come "felce a scudo stretto" e nel Nordamerica come "felce di bosco spinosa". È una pianta tetraploide d'ibrida origine, essendo probabilmente un "genitore" la Dryopteris intermedia, nota nel Nordamerica come "felce intermedia" e l'altro è una sconosciuta, apparentemente estinta, specie  denominata Dryopteris semicristata, che è anche presunta "genitrice" della felce d'origine ibrida Dryopteris cristata.
Questa felce viene spesso confusa con molte altre felci di bosco, quali la D. intermedia, la D. campyloptera e la D. expansa. Essa viene confusa spesso con la D. intermedia, ma le due specie possono essere distinte dalla piccola pinna interna sul fondo della pinna inferiore: questa piccola pinna è più lunga di quelle adiacenti nella D. carthusiana, ma più corta od eguale di quelle della D. intermedia. La D. carthusiana è una specie para-sempreverde: le sue fronde sopravvivono agl'inverni miti ma muoiono in quelli rigidi.

## Fonti
- (EN) USDA PLANTS Profile, su plants.usda.gov.
- (EN)  Dryopteris carthusiana Archiviato il 26 ottobre 2020 in Internet Archive. in Flora of North America